# 洛策山
71°37′S 11°17′E / 71.617°S 11.283°E
洛策山（英語：Loze Mountain）是南極洲的山峰，位於東部南極洲的毛德皇后地，屬於洪堡山脈的一部分，海拔高度2,130米，由德國的探險隊發現，由挪威的製圖師根據測量和空中照片繪入地圖。